# No Limit Records
La No Limit Records è un'etichetta discografica indipendente statunitense fondata da Master P. Gli album dell'etichetta sono stati distribuiti, durante il corso dell'etichetta, anche da etichette major come Priority Records, Universal e Koch Records. L'etichetta ha incluso artisti come Snoop Dogg, C-Murder, Mercedes, Silkk the Shocker, Mystikal, lo stesso Master P ed altri. 
Alla fine degli anni novanta, la No Limit Records ha riscosso un grosso successo nazionale con le sue pubblicazioni, affermandosi come una delle etichette discografiche più di successo della storia della musica hip hop.
La No Limit si caratterizzò nel panorama hip hop nella seconda metà degli anni '90 per fattori come la sua produzione consistente e continua di lunghi album, la familiarizzazione interna tra gli artisti facenti parte, e la sua iconografia nelle copertine degli album, disegnate da Pen & Pixel.